# 次女高音

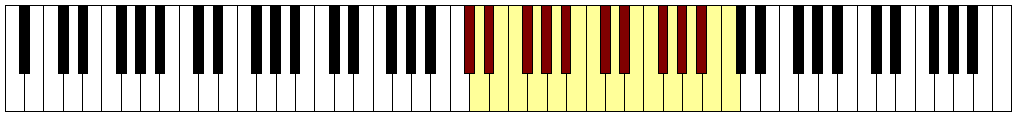
女高音

女低音

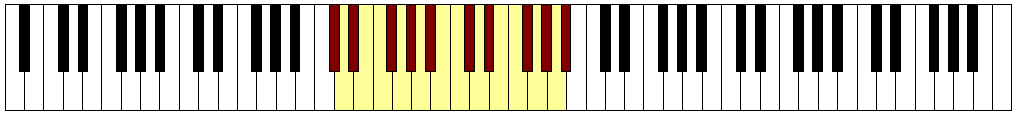
男高音

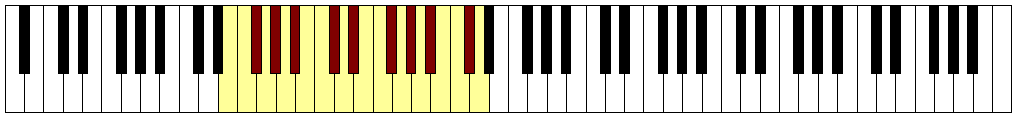
男低音

在音樂领域，次女高音（Mezzo-soprano，或稱為女中音）是指音域佔A3—A5的女歌唱家。次女高音的音色界乎女高音及女低音之間，聲帶通常比女高音略長和寬，高音厚實、有力，中聲區聲音特別豐滿圓潤。

## 其他声部
- 女高音（Soprano）
- 女低音（Contralto，也作Alto）
- 男高音（Tenor）
- 男中音（Baritone）
- 男低音（Bass）

## 外部連結
- Aria database （页面存档备份，存于）
- Mezzo-soprano voices with video examples （页面存档备份，存于）